# Омар Діа
Омар Діа (1 січня 1955) — сенегальський баскетболіст.
Учасник Олімпійських Ігор 1980 року.